# Marmaduke (Film)
Marmaduke ist eine US-amerikanische Filmkomödie, eine Realverfilmung mit Computeranimationen aus dem Jahre 2010 und basiert auf der gleichnamigen Comicfigur Marmaduke von Brad Anderson.
Der Film von Tom Dey ist eine 20th-Century-Fox-Produktion und lief am 4. Juni 2010 in den Vereinigten Staaten an. Im deutschsprachigen Raum kam er am 15. Juli 2010 in die Kinos.

## Handlung
Marmaduke ist eine verspielte, riesige Dogge, doch weil er auch sehr tollpatschig ist, ziehen ihn alle auf. Er verlässt mit Familie Winslow und dem Hauskater Carlos die triste Vorortsiedlung in Kansas, denn sein Besitzer Phil Winslow arbeitet für Bark Bio-Hundefutter und soll im sonnigen Kalifornien eine großangelegte Werbekampagne starten. Auch Phils Chef, Don Twombly, ist ein leidenschaftlicher Hundeliebhaber und verlegt die meisten Geschäftstermine in den Hundepark. Dort trifft Marmaduke die wunderschöne Colliehündin namens Beverly, aber auch ihren Freund Rocco, einen herrschsüchtigen und gewalttätigen Beauceron mit zwei Zwergpinschern als Gefolge namens Donner und Blitz. Rocco fordert Marmaduke heraus, doch der will nicht kämpfen.
Später trifft er Lucy, eine Australian Shepherd Hündin, die sich nach und nach in Marmaduke verliebt. Er lernt auch Giuseppe kennen, einen Chinesischen Schopfhund, der vor allem möglichen Angst hat, und Einstein, einen hochintelligenten, aber ausgesprochen winzigen Dackel. In der Nacht kommen sie zusammen, besuchen Roccos „Nur-Für-Reinrassige“-Party und ruinieren sie versehentlich, als sie von ebendiesem erschreckt werden. Danach bittet Marmaduke Lucy, ihm Tipps zu geben, wie er ein gewisses Mädchen aufreißen könnte, wobei sie annimmt, er spreche von ihr, obwohl er in Wirklichkeit Beverly meint.
Marmaduke will im Hundepark Eindruck schinden, und so inszeniert er mit Kater Carlos einen vorgetäuschten Kampf. Wenig später muss er wirklich seinen „Hund“ stehen, als sein Herrchen zu Gunsten der Petco-Werbekampagne Marmaduke beim Hunde-Surf-Wettbewerb anmeldet und ausgerechnet gegen Rocco, den Titelverteidiger, antreten muss. Als er zum Sieger gekürt wird, ist keiner mehr überrascht als er selbst, aber Rocco ist außer Rand und Band. Sie geraten in einen Kampf, der die Petco-Führungskräfte entsetzt.
Um die Pleite wieder gutzumachen, muss sich Phil Winslow noch mehr in die Arbeit stürzen und verbringt das Wochenende mit Frau und Kindern auf dem Boot seines Chefs. Marmaduke nutzt die sturmfreie Bude und schmeißt eine wilde Party, um noch mehr bei Beverly zu punkten. Dort taucht auch Rocco auf, er erkennt Carlos wieder und somit den Schwindel vom mutigen Katzenbändiger. Alle wollen mit Marmaduke nichts mehr zu tun haben, er bleibt allein im zerstörten Haus zurück.
Als Phil die Verwüstung entdeckt, setzt er seinen Hund für eine Nacht vor die Tür. Marmaduke meint alles verloren zu haben und läuft weg. Weit außerhalb trifft er auf den vermeintlich gefährlichen Knochenbeißer, einen Mastiff, der angeblich seinen Besitzer umgebracht haben soll; aber er ist nur ein einsamer Streuner, dem nichts als eine Decke und sein alter Futternapf mit der Aufschrift „Buster“ geblieben ist. Er redet Marmaduke ins Gewissen, nicht alles aufs Spiel zu setzen, sondern zu seiner Familie zurückzukehren, dabei werden sie von einem Hundefänger überrascht. Auf der Flucht verliert er nicht nur Buster, sondern auch die Orientierung, er weiß nicht mehr den Weg nach Hause.
Als Phil am Morgen entdeckt, dass sein Hund weggelaufen ist, muss er sich entscheiden, ob er seine letzte Chance bei Petco wahrnimmt oder um all seine Familienmitglieder kämpfen will. So macht sich die gesamte Familie Winslow auf die Suche nach ihm, und auch Lucy meint, ihm helfen zu müssen. Sie finden ihn zur gleichen Zeit, als plötzlich die Straße unter Lucy aufbricht und sie in den unterirdischen Regenwasserkanal fällt. Marmaduke springt hinterher, auch die Feuerwehr startet eine Rettungsaktion, kann aber nur Lucy hochseilen, Marmaduke hingegen wird vom tobenden Wasser weggespült. Phil ist zu allem bereit, rennt zu dem Ausgang der Kanalisation und springt in die Flut, in der Marmaduke zu ertrinken droht. Dieser sensationelle Stunt wird von einigen Kindern auf der Handy-Kamera gefilmt und in YouTube gestellt, so wird er schon bald als großer Held gefeiert und hat außerdem noch den Werbevertrag gerettet.
Auch Marmadukes Welt ist wieder in Ordnung; nicht nur Lucy ist ihm nicht mehr böse, auch die anderen Hunde vom Hundepark lassen Rocco und seine „Rassengesetze“ links liegen und schwingen zum Finale das Tanzbein.

## Synchronisation
Die deutschsprachige Synchronbearbeitung fertigte die Interopa Film aus Berlin an, Dialogregie führte Michael Nowka.

### Schauspieler
| Darsteller            | deutsche Sprecher         | Rolle                  |
| --------------------- | ------------------------- | ---------------------- |
| Lee Pace              | Sascha Rotermund          | Phil Winslow           |
| Judy Greer            | Tanja Geke                | Debbie Winslow         |
| Caroline Sunshine     | Jodie Blank               | Barbara Winslow        |
| Finley Jacobsen       | Oscar Räuker              | Brian Winslow          |
| Mandy & Milana Haines | Celina Gaschina           | Sarah Winslow          |
| David Walliams        | Christian Gaul            | Anton Harrison         |
| William H. Macy       | Joachim Tennstedt         | Don Twombly            |
| Glenn McCuen          | Raúl Richter              | Bodie                  |
| Alex Rockhill         | Martin Stich              | Hundefänger            |
| Cameron Cowles        | Maximilian Merzhäuser     | Skaterboy #1           |
| Heather Doerksen      | Gundi Eberhard            | Jessica                |
| Ashley Liu            | Sebastian Christoph Jacob | David King (von PETCO) |

### Tierstimmen
| englische Sprecher       | deutsche Sprecher | Rolle                   | Rasse                   |
| ------------------------ | ----------------- | ----------------------- | ----------------------- |
| Owen Wilson              | Christian Ulmen   | Marmaduke               | Dänische Dogge          |
| George Lopez             | Bülent Ceylan     | Carlos                  | Birma-Katze             |
| Kiefer Sutherland        | Tobias Meister    | Rocco (engl. Bosco)     | Beauceron               |
| Fergie                   | Nana Spier        | Beverly (engl. Jezebel) | Collie                  |
| Emma Stone               | Nora Tschirner    | Lucy (engl. Mazie)      | Australian Shepherd     |
| Christopher Mintz-Plasse | Michael Pan       | Giuseppe                | Chinesischer Schopfhund |
| Steve Coogan             | Till Hagen        | Einstein (engl. Raisin) | Dackel                  |
| Marlon Wayans            | Rainer Fritzsche  | Blitz (engl. Lightning) | Zwergpinscher           |
| Damon Wayans, Jr.        | Michael Nowka     | Donner (engl. Thunder)  | Zwergpinscher           |
| Sam Elliott              | Helmut Krauss     | Chupadogra/Buster       | Mastiff                 |

## Soundtrack
Soundtrack zum Film.
- Mr. Pitiful von Matt Costa
- California von Phantom Planet
- California Love von Tupac Shakur feat. Dr. Dre und Roger Troutman
- The Marmaduke Lullaby
- Eenie Meenie von Sean Kingston
- Bounce Back von Eany Ean
- Pick It Up von Linkin Park feat. Fuego
- (If You're Wondering If I Want You To) I Want You To von Weezer
- Let's Get It On von Marvin Gaye
- Fire Burning von Sean Kingston
- You Got Me Twisted von Tammy Infusino
- C'Mon Y'All von Salme Dahlstrom
- What I Like About You von The Romantics

## Auszeichnungen
- 2011: Nominiert für die Goldene Himbeere für George Lopez als Schlechtester Nebendarsteller

## Einspielergebnisse
Der Film spielte 3.400.000 US-Dollar am Eröffnungstag ein, landete somit auf dem sechsten Platz hinter Sex and the City 2, Prince of Persia: Der Sand der Zeit, Kiss & Kill, Männertrip und Für immer Shrek. Das war weit weniger als bei den Eröffnungen anderer tiersprechender Live-Action-Filme und eine Enttäuschung für das Studio. In Deutschland landete er auf den dritten Platz hinter Eclipse – Bis(s) zum Abendrot und Für immer Shrek.
In den USA erzielte der Film ein Einspielergebnis von 33.644.788 US-Dollar und in Übersee zusätzliche 50.117.056 US-Dollar, das heißt insgesamt 83.761.844 US-Dollar weltweit. Er war in den Vereinigten Staaten nicht sehr erfolgreich, jedoch wurde er weltweit zu einem Kassenschlager.

## Kritiken
„In dem Moment, als ich Marmadukes große sabbernde Lippen in Bewegung sah, wusste ich, dass ich in Schwierigkeiten bin. Eine Dogge mit Köpfchen, die dazu noch der Erzähler des Films ist und nie das Maul hält, wirkt ziemlich aufdringlich. Als Phil, sein Herrchen, mit den Winslows von Kansas nach Orange County zieht und sich der Menschenmenge im Park vor einer Firma für vegetarisches Hundefutter anschließt, na ja, was kann ich noch über einen Film erzählen, in dem mehr Hunde (und eine Katze) als Menschen zu Wort kommen?“

„Aufgrund seiner inhaltlichen wie konzeptuellen Formelhaftigkeit erhebt sich Marmaduke nie über den Status von Massenware, die bewährten Rezepturen folgt. Und natürlich, irgendwo hat die zweite Garnitur Hollywoods ja Recht. Warum in eine Handlung investieren, wenn man einen computeranimierten Hund hat. Denn – so zeigte schon Loriots Sketch Der sprechende Hund – selbst wenn dieser nichts von Belang erzählen darf, dann tut's auch ein Furzgeräusch.“

„Marmaduke ist ein neuerlicher Beweis dafür, dass man als Zuseher sehr skeptisch werden sollte, sobald ein Realfilm versucht mit sprechenden Tieren zu punkten. Denn hier stimmt kaum etwas: Der Humor ist infantil, die Moralkeule wird heftig geschwungen, die Story ist langweilig und das Setting wirkt aus einem unterdurchschnittlichen High-School Film gestohlen. Zu lachen gibt es wenig, selbst die sehr kurze Laufzeit fühlt sich langweilig an und so wirklich viel Freude wird kaum jemand mit Marmaduke haben.“